# Albert Champeaux
Albert Champeaux, né le 29 novembre 1922 à Paris 16e et mort le 17 novembre 2005 à Vannes (Morbihan), est un réalisateur, animateur, auteur et producteur d'animation français.

## Biographie
À la fin des années 1940, Albert Champeaux rencontre Jean Image pour lequel il dirige l'animation du long métrage Jeannot l'intrépide.
Il collabore régulièrement avec la régie publicitaire Jean Mineur pour qui il réalise des films d'animations publicitaires et pour qui il crée en 1951, le personnage du Petit Mineur. À partir de 1954  il travaille également avec le producteur Les Films Pierre Rémont.
En 1959 il fonde la Société des Films Albert Champeaux (FAC Films) et conçoit des courts-métrages et des séries d'animations pour la télévision. Les studios étaient situés au 12 rue de la Brèche aux Loups à Paris.

## Filmographie

### Longs métrages -  directeur de l'animation
- 1949 : Jeannot l'intrépide de Jean Image

### Courts-métrages – réalisateur
- 1948 Ballade atomique avec Jean Image
- 1957 Gag Express avec Pierre Watrin - Série de Dessins Animés
- 1958 Paris-Flash avec Pierre Watrin
- 1960 Villa mon rêve avec Pierre Watrin
- 1963 Merci, Monsieur Schmtz avec Pierre Watrin
- 1964 Contons fleurette avec Pierre Watrin
- 1966 Paris-Nice en voiture

### Courts-métrages – animation
animation uniquement
- 1947 Querelle de cœurs de Marcel-Evelyn Fleuris[7]

### Télévision

#### Réalisation
- 1971 : Victor et Horace
- 1978 : Balthazar, le mille-pattes
- 1982 : Méthanie

#### Auteur
- 1971 : Victor et Horace
- 1972 : Les 4 ou Mini Mimic Club
- 1978 : Mission spatiale santé Hygéa 7
- 1982 : Méthanie
- 1982 : Télétactica
- 1982 : Super Doc

### Publicités
- Le Trappeur
- Boules Quies
- Brulgaz
- Transaction service
- Le Lutin bleu
- Le Roi Dagobert avec Jean Image pour Les Maîtres tailleurs
- Un pas vers le succès pour Magasin Belle Jardinière
- Le Bien et le mal pour Imperméable Suralo
- Oscar, l'ourson gourmand pour Blécao
- Chante au vent pour Chantovent
- La Cigale et le Charbonnier
- Clear as a lamp pour Sonora Radio
- La Nymphe et le Daim pour Chaussures Séducta
- 1951 : Le Petit Mineur pour Jean Mineur
- 1983 : L’insecte pour insecticides Vapona
- 1984 : Haut la main jeu d'adresse Gay Play
- 1984 : Donjons et Catapultes jeu Gay Play